# Patrick Dempsey
Patrick Dempsey (Lewinston, Maine, 13 de gener del 1966) és un actor estatunidenc que va obtenir fama a les darreries dels anys 1980 a Hollywood. Actualment Dempsey és protagonista de la sèrie Grey's Anatomy, amb el paper del doctor Derek Shepherd. Durant els anys 2000, aparegué en diversos films incloent The Emperor's Club i Freedom Writers.

## Biografia
Dempsey va néixer a Lewinston i va créixer a Buckfield (Maine), sent el menor dels tres fills d'Amanda i William Demsey. Demsey assistí al St. Dominic Regional High School, on la seva mare treballava com a secretària, però ho deixà abans de graduar-se. Això sí, era un malabarista expert.
Dempsey va ser descobert per un agent qui el va convidar a una audició per a un paper en la producció de teatre de Torch Song Trilogy. La seva audició va tenir èxit i va passar els següents quatre mesos de viatge amb la companyia a San Francisco. Seguí amb una altra gira, Brighton Beach Memoirs, en el paper principal, que fou dirigit per Gene Saks. Dempsey també ha realitzat aparicions notables en les produccions de teatre de On Golden Pond, amb la Maine Acting Company, i The Subject Was Roses.
La seva primera interpretació principal va ser als 21 anys a la comèdia per a adolescents Can't Buy Me Love, el 1987 amb l'actriu Amanda Peterson. El 1989, va tenir el paper principal en el film Loverboy amb l'actriu Kirstie Alley, i Junts i barrejats amb Hellen Slater.

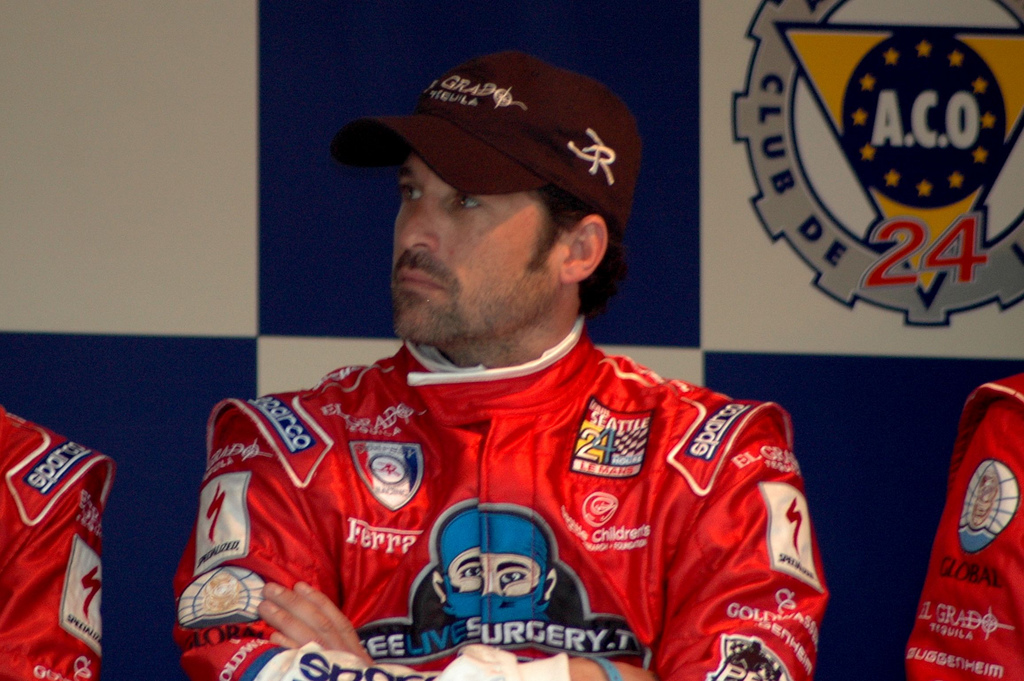
Patrick Dempsey en la carrera de Le Mans de 2009, on va acabar novè

### Anys 1990 i 2000
Dempsey va fer diverses aparicions destacades en la televisió en la dècada de 1990; va ser diverses vegades en els pilots que no van funcionar una temporada completa, incloent papers principals en les versions de televisió de les pel·lícules The Player i About a Boy. No obstant això, va rebre bones crítiques  quan va retratar la vida real del cap de la màfia, Meyer Lansky en 1991, quan Mobsters va ser posat en pantalla. El seu primer paper important en televisió va ser un paper recurrent com el promès  esportiu de Will en Will & Grace. Després va passar a fer el paper d'Aaron Brooks, germà psicològicament desequilibrat de Judy, en Una vegada i una altra vegada. Dempsey va rebre una nominació a l'Emmy el 2001 com a millor actor convidat en una sèrie dramàtica per al paper d'Aaron. El 1993, va interpretar un jove John F. Kennedy en la miniserie JFK: Reckless Youth. El 2000, també va tenir un paper com el detectiu Kincaid en Scream 3 .
Dempsey va tenir un paper d'alt perfil com el promès de Reese Witherspoon en Sweet Home Alabama. El 2004, va coprotagonitzar la producció de la HBO Iron Jawed Angels, enfront de Hilary Swank i Anjelica Huston. També va aparèixer com a estrella convidada especial en The Practice pel seu final de temporada 3 episodis (8x13 - 8x15), com un home casat que va assassinar al seu amant.
El  2007, Dempsey va protagonitzar la pel·lícula de Disney  Enchanted, i la pel·lícula de la Paramount Pictures  Freedom Writers, on es va reunir amb la coprotagonista d' Iron Jawed Angels Hilary Swank. També va interpretar el paper de Kenai en Brother Bear 2. Papers més recents de Dempsey inclouen la pel·lícula de 2008 La boda de la meva nòvia com a Tom i la comèdia romàntica del 2010 El dia de Sant Valentí, dirigida per Garry Marshall.

### Anatomia de Grey
El 2005 es va unir al repartiment d'Anatomia de Grey per interpretar al neurocirurgià Derek Shepherd. Sis anys després, es va rumorejar que podria deixar la sèrie. Finalment, va abandonar el projecte el 2015, després de la mort del seu personatge en el vintè primer episodi de l'onzena temporada: How to save a life.

### Vida privada
Ha estat casat en dues ocasions. El 1987 va contreure matrimoni amb Rocky Parker, amb qui va filmar la pel·lícula In the Mood, i de qui es va divorciar el 1994. El 31 de juliol de 1999 es va casar per segona vegada amb la maquilladora de famosos Jillian Fink, amb la qual té tres fills: una nena anomenada Tallulah Fyfe i els bessons Darby Galen i Sullivan Patrick. Estan en procés de divorci després de 15 anys de matrimoni.

## Filmografia
| - 1985: La substància (The Stuff) - 1985: Heaven Help Us - 1986: A Fighting Choice - 1986: Fast Times - 1986: Meatballs III: Summer Job - 1987: L'amor no es pot comprar (Can't Buy Me Love) - 1987: In the Mood - 1988: Some Girls - 1988: In a Shallow Grave - 1989: The Super Mario Bros. Super Show!: "Super Plant" - 1989: Junts i barrejats (Happy Together) - 1989: Loverboy - 1990: Coupe de Ville - 1991: Mobsters - 1991: Run - 1993: Bank Robber - 1993: J.F.K.: Reckless Youth - 1993: Face the Music - 1993: For Better and for Worse - 1994: With Honors - 1994: Ava's Magical Adventure - 1995: Esclat (Outbreak) - 1995: Bloodknot - 1996: A Season in Purgatory - 1996: The Right to Remain Silent - 1997: Hugo Pool - 1997: 20,000 Leagues Under the Sea - 1997: The Player | - 1997: The Escape - 1997: Odd Jobs - 1999: Me and Will - 1998: Jeremiah - 1998: There's No Fish Food in Heaven - 1998: Crime and Punishment - 1998: The Treat - 1998: Denial - 2000-2002: Once and Again - 2000-2001: Will & Grace - 2000: Scream 3 - 2001: Blonde - 2001: Chestnut Hill - 2002: Sweet Home Alabama - 2002: The Emperor's Club - 2002: Rebellion - 2002: Corsairs - 2003: Karen Sisco: "Blown Away" - 2003: Lucky 7 - 2004: The Practice - 2004: Iron Jawed Angels - 2005 - actualitat: Grey's Anatomy - 2006: Brother Bear 2 - 2006: Shade - 2007: Enchanted - 2007: Freedom Writers - 2008: La boda de la meva nòvia - 2009: Private Practice: "Ex-Life" - 2010: Valentine's Day |